# Anleger (Finanzmarkt)
Der Anleger oder Investor ist ein Wirtschaftssubjekt, das auf dem Finanz–, Immobilien- oder Rohstoffmarkt ein Finanzprodukt bzw. andere Wirtschaftsobjekte zum Zwecke der Vermögensmehrung nachfragt.
Das Wort Anleger ist sprachlich das Nomen Agentis aus der Kapitalanlage. Anleger wird jemand durch Kapitalanlage, die wiederum einen Anleger erfordert; beide sind funktional voneinander abhängig. Der Anleger ist volkswirtschaftlich ein Wirtschaftssubjekt, welches das nicht für Konsum verbrauchte Geld der Spekulationskasse zuführt und damit Sparen betreibt. Der Anglizismus Investor wiederum ist das Nomen Agentis aus dem Investment. Unter einem Investor wird ein Wirtschaftssubjekt verstanden, das im Rahmen seiner intertemporalen Konsumentscheidung in einem bestimmten Zeitpunkt in Kapitalanlagen investiert oder investieren will; Synonym ist der Privatanleger. Investition und Investment sind im deutschsprachigen Bereich wiederum umgangssprachlich und volkswirtschaftlich voneinander zu unterscheiden. Investition ist allgemein der Einsatz von Kapital (Geld- und Sachkapital) für einen bestimmten konsumfremden Verwendungszweck. Das Investment wird oft als Synonym zur Investition angesehen. Aus Sicht der Investor Relations werden die Begriffe Investor, Eigenkapitalgeber, Aktionär und Anleger synonym verwendet. Auch die Gesetze sprechen davon, dass der Anleger „investiert“.
Als Anleger gilt jemand, der auf der Grundlage öffentlichen Anbietens, öffentlicher Werbung oder in ähnlicher Art Finanzinstrumente oder Finanzkontrakte von Emittenten oder anderen Anlegern auf dem Primärmarkt oder Sekundärmarkt erwirbt. Diese Definition erfasst auch die Anlage in Wirtschaftsobjekten wie Commodities, Edelmetallen (etwa Anlagegold), Immobilien, Kunstwerken oder Schmuck, die nicht auf dem Finanzmarkt gehandelt werden. Arbitrageure, Spekulanten oder Trader sind im engeren Sinne keine Anleger, weil sie an kurzfristigen Gewinnmitnahmen interessiert sind, nicht jedoch an den langfristig vermögensmehrenden Handelsobjekten.
Volkswirtschaftlich sind die Begriffe Anleger und Investor fließend und können auch einen anderen Begriffsinhalt bekommen. Aus dem Sparen des Anlegers wird bei Aktien die Investition des Investors, wenn jemand eine strategische Kapitalbeteiligung (Sperrminorität oder Mehrheit) erwirbt.

## Rechtsfragen
Das bundesdeutsche Kapitalanlagegesetzbuch (KAGB) verwendet den Rechtsbegriff des Anlegers häufig. Es teilt ihn in professionelle und semiprofessionelle Anleger ein, den Rest bilden aus der Negativdefinition die Privatanleger (§ 1 Abs. 19 Nr. 31–33 KAGB). Für sie enthalten die §§ 297 KAGB bis § 306 KAGB Spezialvorschriften (beispielsweise Wertpapierprospekte, Publizitätspflichten, Prospekthaftung). Der Rechtsbegriff des Anlegers kommt auch vor in der Finanzanlagenvermittlungsverordnung (FinVermV; § 11, § 12 ff. FinVermV), dem Wertpapierprospektgesetz (WpPG), dem Wertpapierhandelsgesetz (WpHG) oder dem Vermögensanlagengesetz (VermAnlG; § 2 Abs. 3 ff. VermAnlG).
Es geht dem Gesetzgeber vor allem um den Anlegerschutz, also um die Sorge, dass Anleger gegenüber den Anbietern von Geldanlagen „strukturell unterlegen“ sind, das heißt, infolge mangelnder Erfahrung, Fachkenntnis, Information, und/oder Verhandlungsmacht benachteiligt werden könnten. Der Schutz des Anlegers soll durch Haftung (etwa Beratungshaftung, Prospekthaftung) verwirklicht werden.

## Arten
Es gibt beim Anlegerschutz drei Anlegerkategorien: Privatanleger, semiprofessionelle und professionelle Anleger. Als Privatanleger gilt, wer weder professioneller noch semiprofessioneller Anleger ist (§ 1 Abs. 19 Nr. 31 KAGB). Der „Kleinanleger“ ist kein professioneller Kunde gemäß Art. 4 Nr. 11 Richtlinie 2014/65/EU (Finanzmarktrichtlinie). Ein semiprofessioneller Anleger investiert mindestens 200.000 Euro oder ist in der Rechtsform einer Anstalt des öffentlichen Rechts, einer Stiftung des öffentlichen Rechts oder einer Gesellschaft, an der der Bund oder ein Land mehrheitlich beteiligt ist (Staatsunternehmen, Kommunalunternehmen), organisiert (§ 1 Abs. 19 Nr. 33 KAGB). Professioneller Anleger ist jeder Anleger, der im Sinne von Anhang II der Richtlinie 2014/65/EU als professioneller Kunde angesehen wird oder auf Antrag als ein professioneller Kunde behandelt werden kann (§ 1 Abs. 19 Nr. 32 KAGB). Ein professioneller Kunde ist gemäß Anhang II der Richtlinie 2014/65/EU ein Kunde, der über ausreichende Erfahrungen, Kenntnisse und Sachverstand verfügt, um seine Anlageentscheidungen selbst treffen und die damit verbundenen Risiken angemessen beurteilen zu können. Professionelle Kunden im Sinne des § 67 Abs. 2 WpHG sind Kunden, die über ausreichende Erfahrungen, Kenntnisse und Sachverstand verfügen, um ihre Anlageentscheidungen zu treffen und die damit verbundenen Risiken angemessen beurteilen zu können. Privatkunden sind gemäß § 67 Abs. 3 WpHG alle übrigen Kunden.
Das Wertpapierprospektgesetz (WpPG) kennt zudem noch den qualifizierten Anleger. Es handelt sich gemäß § 2 Nr. 6a WpPG insbesondere um Kunden und Unternehmen, die vorbehaltlich einer Einstufung als Privatkunde professionelle Kunden oder geeignete Gegenparteien im Sinne des § 67 Abs. 2 oder 4 WpHG sind, oder die gemäß § 67 Abs. 6 WpHG auf Antrag als solche eingestuft worden sind oder gemäß § 67 Abs. 5 Satz 5 WpHG weiterhin als professionelle Kunden behandelt werden.
Wirtschaftlich wird zwischen Privatanlegern und institutionellen Anlegern unterschieden.

### Privatanleger
Privatanleger oder Privatkunden (auch Kleinanleger oder Retail-Anleger genannt) sind Kunden, die keine professionellen Kunden sind (§ 67 Abs. 3 WpHG). Hierzu gehören sämtliche natürlichen Personen, die über keine ausreichenden Erfahrungen, Kenntnisse und Sachverstand (finanzielle Allgemeinbildung) verfügen, um ihre Anlageentscheidungen selbst zu treffen und die damit verbundenen Risiken angemessen beurteilen zu können. Sie bedürfen stets der Anlageberatung. Dadurch soll die asymmetrische Information des Privatanlegers vermindert oder ganz ausgeschaltet werden.
Nach der „Suitability-Regel“ sind Kreditinstitute gefordert, Privatkunden nur dann ein Finanzprodukt zu empfehlen, wenn es für sie geeignet (englisch suitable) ist. Geeignet ist ein Finanzinstrument für Privatkunden, wenn es den Anlagezielen des Kunden entspricht, die hieraus resultierenden Risiken vom Kunden getragen werden können und der Kunde die Risiken richtig einzuschätzen weiß. Dabei sind Kenntnisse und Erfahrungen zu ermitteln und einzustufen. Nach § 64 Abs. 4 WpHG und §§ 3 und 9 WpDVerOV ist eine Anlageberatung bei einem Privatkunden durch eine schriftliche Geeignetheitserklärung vor Abschluss der Wertpapierorder zu bestätigen. Nach § 82 Abs. 4 und 6 Satz 2 WpHG müssen Kreditinstitute ihre Privatkunden darauf hinweisen, dass sie im Falle einer Kundenweisung den Auftrag entsprechend der Kundenweisung ausführen und insoweit nicht verpflichtet sind, den Auftrag entsprechend ihren Grundsätzen zur Auftragsausführung zum bestmöglichen Ergebnis auszuführen.
Gemeinden, Landkreise und kreisfreie Städte gelten nach der Klarstellung der BaFin vom 25. Juni 2010 als Privatkunden im Sinne des § 67 Abs. 3 WpHG, weil sie keine „regionalen Regierungen“ im Sinne des § 67 Abs. 2 Satz 2 Nr. 3 WpHG sind.

### Institutionelle Anleger
Institutionelle Anleger gelten im Sinne des § 67 Abs. 2 WpHG als „professionelle Kunden“, bei denen Wertpapierdienstleistungsunternehmen erwarten dürfen, dass professionelle Kunden über ausreichende Erfahrungen, Kenntnisse und Sachverstand verfügen, um ihre Anlageentscheidungen selbst zu treffen und die damit verbundenen Risiken angemessen beurteilen zu können. Für professionelle Kunden ist ein Finanzinstrument geeignet, wenn es den Anlagezielen entspricht (geborene professionelle Kunden) oder den Anlagezielen und den finanziellen Verhältnissen (gekorene professionelle Kunden). Hierzu gehören Kreditinstitute, Versicherungen, Fonds, öffentliche Hand, Pensionskassen oder sonstige Nichtbanken wie Großunternehmen sowie der Bund und die Länder als nationale Regierungen bzw. regionale Regierungen im Sinne des § 67 Abs. 2 Satz 2 Nr. 3 WpHG. In einigen Rechtssystemen werden solche institutionellen Anleger auch als Qualifizierte institutionelle Investoren bezeichnet.
Konkrete Voraussetzungen in der Alltagspraxis sind, dass der Anleger ein ausreichend hohes Wertpapiervermögen (mehr als 500.000 EUR), berufstypische Kenntnisse (mindestens ein Jahr Arbeit in einem einschlägigen Beruf oder gleichwertige Fähigkeiten) sowie hinreichende praktische Handelserfahrung besitzt (über die unmittelbar vorangehenden 12 Monate mindestens 10 Transaktionen pro Quartal, die einen Umsatz von mindestens 25.000 EUR hatten). Geborene Anleger gelten von vornherein als professionell und müssen das Kreditinstitut ausdrücklich um das höhere Schutzniveau eines Privatanlegers bitten, wenn sie dieses in Anspruch nehmen wollen. Gekorene Anleger müssen hingegen erst ausdrücklich in die Einstufung einwilligen, bevor die Bank ihnen das Schutzniveau eines Privatanlegers entziehen darf. Insbesondere können Privatpersonen ihren Privatanlegerschutz nur verlieren, wenn sie zuvor ausdrücklich darin eingewilligt haben.

### Übersicht
Die verschiedenen Anlage- und Handelsstrategien können den Marktteilnehmern wie folgt zugeordnet werden:
| Marktteilnehmer                 | Strategie                                                           | Planungshorizont                      | Strategiemittel               |
| ------------------------------- | ------------------------------------------------------------------- | ------------------------------------- | ----------------------------- |
| Privatanleger                   | Anlagestrategie: Vermögenserhöhung, Altersvorsorge                  | kurzfristig mittelfristig langfristig | buy and hold                  |
| institutioneller Anleger        | Anlagestrategie: Vermögenserhöhung Handelsstrategie: Gewinnmitnahme | mittelfristig / langfristig           | buy and hold Timing-Strategie |
| Arbitrageure/Spekulanten/Trader | Handelsstrategie: Gewinnmitnahme                                    | kurzfristig mittelfristig             | Timing-Strategie              |

Schwerpunkt bei Privatanlegern ist allgemein die mittel- und langfristige Kapitalanlage, Schwerpunkt bei Arbitrageuren/Spekulanten/Tradern ist die kurzfristige (Extremfall tägliche beim Daytrading) Gewinnmitnahme. Ausnahmsweise können Privatanleger auch kurzfristige Finanzprodukte wie Termingelder zum Anlageziel haben, Spekulanten auch mittelfristige wie bei der Spekulation auf dem Immobilienmarkt. Privatanleger sind an den Marktdaten der Anlageobjekte interessiert (insbesondere Anlageklasse, Börsenkurs, Emittent, Fälligkeit, Laufzeit oder Zinssatz), Arbitrageure/Spekulanten/Trader benutzen die Anlageobjekte lediglich als Vehikel für die Gewinnmitnahme.

## Kriterien der Anleger
Mit dem Anleger rechtlich oder wirtschaftlich verbunden sind die Anlageberatung, seine Risikobereitschaft, seine Anlageziele und die möglichen Anlageobjekte.

### Anlageberatung
Die Anlageberatung durch Kreditinstitute hat nach der Rechtsprechung des BGH „anlegergerecht“ und „objektgerecht“ zu erfolgen. Danach haben sie im Rahmen der „anlegergerechten“ Beratung den Wissensstand des Kunden über Anlagegeschäfte der vorgesehenen Art und dessen Risikobereitschaft zu erforschen; das von Kreditinstituten danach empfohlene Anlageobjekt muss diesen Kriterien Rechnung tragen („objektgerechte“ Beratung). Die empfohlene Anlage muss unter Berücksichtigung dieses Ziels auf die persönlichen Verhältnisse des Kunden zugeschnitten, also „anlegergerecht“ sein.

### Risikobereitschaft
Die Anlagevermittlung ist gemäß § 13 Abs. 1 FinVermV verpflichtet, dem Anleger rechtzeitig vor Abschluss eines Geschäfts Informationen über die Risiken der angebotenen oder vom Anleger nachgefragten Finanzanlage zur Verfügung zu stellen. Diese Informationen müssen so gefasst sein, dass der Anleger nach vernünftigem Ermessen die Art und die Risiken der Finanzanlagen verstehen und auf dieser Grundlage seine Anlageentscheidung treffen kann. Alle Informationen einschließlich Werbemitteilungen, müssen redlich, eindeutig und dürfen nicht irreführend sein (§ 14 Abs. 1 FinVermV).
Der Anleger geht mit seiner Anlageentscheidung bestimmte, mit dem Anlageobjekt verbundene Finanzrisiken ein, die er als Risikoträger übernehmen muss. Der Grad seiner Risikoeinstellung schwankt dabei zwischen Risikoaversion (der Anleger übernimmt keine oder lediglich vernachlässigbare Risiken) über Risikoneutralität bis zur Risikoaffinität (er geht sehr hohe Risiken ein). Diese Risiken lassen sich anhand der Risikoklasse einstufen, der jedes Anlageobjekt zugeordnet ist. Mit der Risikoeinstellung hängt die Risikoprämie unmittelbar zusammen. Der Risikoprämie {\displaystyle R} können somit folgende Risikoeinstellungen zugeordnet werden:
{\displaystyle R=0} risikoneutral,
{\displaystyle R>0} risikoscheu,
{\displaystyle R<0} risikofreudig.
Risikoneutrale Anleger erwarten eine Rendite in Höhe des risikolosen Zinssatzes, weil sie keine Risikoprämie einfordern und dem Risiko einen Disnutzen zuordnen. Risikoscheue Anleger bevorzugen dagegen Anlagen, bei denen sie eine Risikoprämie zahlen. Risikofreudige Anleger wiederum erhalten vom Kontrahenten sogar eine Risikoprämie.
Kreditinstitute müssen das von Privatanlegern einzugehende Finanzrisiko aus einer Kapitalanlage im Rahmen einer Geeignetheitserklärung vor Abschluss einer Wertpapierorder gemäß § 64 Abs. 4 WpHG als mit der Risikoeinstellung des Anlegers vereinbar bestätigen, wobei sie die Anlageklasse und Risikoklasse zu berücksichtigen haben.
Versicherungsunternehmen müssen gemäß § 124 VAG ihre gesamten Vermögenswerte nach dem Grundsatz der unternehmerischen Vorsicht anlegen, wobei Risiken hinreichend identifiziert, bewertet, überwacht, gesteuert, kontrolliert und in ihre Risikoberichterstattung einbezogen werden müssen.

### Anlageziele
Die dem Anleger empfohlene Finanzanlage muss seinen Anlagezielen entsprechen (§ 16 Abs. 1 Nr. 1 FinVermV).
Es gibt drei Anlageziele mit gegenseitigen Zielkonflikten, nämlich Rendite, Sicherheit (Finanzrisiko) und Liquidität (Fungibilität). Hinzu kommt bei nicht gemeinnützigen Anlegern das Ziel der Steuervermeidung. Dieses Magische Dreieck der Vermögensanlage ist dadurch gekennzeichnet, dass nicht alle drei Ziele gleichmäßig und im gleichen Ausmaß erfüllt werden können. Die Rendite signalisiert dem Anleger die Ertragskraft eines Anlageobjektes (etwa Dividendenrendite, Umlaufrendite), während das Finanzrisiko aus der Gefahr besteht, ob und inwieweit der Anleger mit dem Verlust seines eingesetzten Kapitals rechnen muss. Eine hohe Rendite ist regelmäßig mit einem hohen Finanzrisiko verbunden und umgekehrt. Die Liquidität sagt etwas darüber aus, wie schnell ein Anleger ohne Veräußerungsverluste die Anlage wieder in Geld umwandeln kann. Bei hoher Rendite und gleichzeitig hohem Finanzrisiko ist wiederum die Liquidität eingeschränkt. Die Anlageobjekte können je nach Erfüllbarkeit der Anlageziele in Risikoklassen eingeteilt werden. Risikoscheue Anleger ziehen Sicherheit und Liquidität vor, risikofreudige präferieren dagegen die Rendite und nehmen bewusst hohe Finanzrisiken in Kauf.
Bezogen auf die Laufzeit können Anlageziele kurzfristig (Sparen für den nächsten Urlaub), mittelfristig (Geldanlage für einen Autokauf) oder langfristig (Altersvorsorge) sein. Auch wenn der Anleger das persönliche Ziel der langfristigen Vermögensmehrung verfolgt, stehen kurz- oder mittelfristige Anlageziele nicht im Widerspruch hierzu. Bei einem zeitlich unbegrenzten Anlagehorizont müssen in der Anlagestrategie auch Ereignisse berücksichtigt werden, deren Eintritt bei Betrachtung eines nur begrenzten Anlagezeitraums als unwahrscheinlich gilt wie etwa Finanz- oder Wirtschaftskrisen.

### Anlageobjekte
Als Anlageobjekte kommen alle Finanzprodukte und Finanzinstrumente des Finanzmarkts in Frage, außerdem auch Beteiligungskapital an allen Unternehmensformen (etwa Private Equity) bis hin zu Mezzanine-Kapital (etwa Nachrangdarlehen). Auch die auf dem Immobilienmarkt gehandelten Immobilien (Wohn- und Gewerbeimmobilien), die an Warenbörsen gehandelten Commodities (vor allem Edelmetalle) sowie die auf dem Kunstmarkt gehandelten Kunstwerke können Anlageobjekte sein. Der Anleger kann einen Vermögenszuwachs durch ihre relative Knappheit erzielen, weil mit der Knappheit im Regelfall eine langfristige Wertsteigerung verbunden ist. Die Anlageobjekte des Finanzmarkts sind in Risikoklassen unterteilt, die wiederum mit der Risikobereitschaft des Anlegers positiv korrelieren.
Klumpenrisiken, also die kumulative Häufung eines Anlageobjekts im Portfolio (Wertpapierdepot) mit ähnlich hohen oder identisch hohen Korrelationswerten, sind zu vermeiden. Vielmehr ist eine Risikomischung durch hohe Granularität anzustreben. So dürfen beispielsweise Investmentgesellschaften und Kapitalanlagegesellschaften Mittel nur nach dem Grundsatz der Risikomischung anlegen (vgl. § 214 KAGB, § 243 KAGB), was auf alle Anleger zu übertragen ist. Das gilt auch für Versicherungen gemäß § 124 Abs. 1 Nr. 7 und 8 VAG, wonach die Anlagen in angemessener Weise so zu mischen und zu streuen sind, dass eine übermäßige Abhängigkeit von einem bestimmten Vermögenswert oder Emittenten oder von einer bestimmten Unternehmensgruppe oder einem geographischen Raum und eine übermäßige Risikokonzentration im Portfolio als Ganzem vermieden werden und Vermögensanlagen bei demselben Emittenten oder bei Emittenten, die derselben Unternehmensgruppe angehören, nicht zu einer übermäßigen Risikokonzentration führen dürfen.
Diese Risikostreuung zielt allgemein darauf ab, Vermögensrisiken möglichst zu diversifizieren, also den Anlagebetrag auf unterschiedliche Anlageobjekte, Betragshöhen, Emittenten und Laufzeiten zu verteilen. Auf diese Weise werden Klumpenrisiken vermieden.

### Anlagemotivation

#### Finanzinvestment
Beim Finanzinvestment (Akteur Finanzinvestor) sind die laufenden Erträge aus dem Anlageobjekt oder die erwarteten Wertsteigerungsgewinne bei einer späteren teilweise oder ganzen Wiederveräußerung die Hauptanlagemotivation. Bezieht sich das Investment auf Unternehmensanteile, so spricht man von einer Finanzbeteiligung.

#### Strategisches Investment
Beim strategischen Investment (Akteur strategischer Investor) liegt der Fokus auf der Verbindung des Anlageobjekts mit dem eigenen Geschäftszweck.
Beispiele
- Kauf von Futures auf Rohstoffe, um die eigene Produktion für die Zukunft durch Hedging abzusichern.
- Kauf von Unternehmensbeteiligungen zur Abrundung des eigenen Produktportfolios, Erweiterung des eigenen Kundenstamms oder Zusammenführung betrieblicher Aufgaben und Prozesse (EDV, Einkauf, Produktion, Vertrieb, Verwaltung, F&E), um von den damit verbundenen Economy-of-Scale-Effekten zu profitieren.

## Wirtschaftliche Aspekte
Im Sinne der Kapitalmarkttheorie ist der Anleger ein Marktteilnehmer auf einem vollkommenen Kapitalmarkt. Dadurch verfügen die Anleger über vollständige Voraussicht (Sicherheit) der künftigen Marktentwicklung, Homogenität ihrer Erwartungen, es besteht völlige Substituierbarkeit der Finanzprodukte, das Marktverhalten der Anleger ist rational im Sinne der Gewinn- oder Nutzenmaximierung, sie besitzen keine zeitlichen, örtlichen, sachlichen oder persönlichen Präferenzen, verfügen über vollständige Markttransparenz, und es gibt weder Transaktionskosten, Arbitragemöglichkeiten noch Steuern. Anleger werden als rational handelnde, informationssuchende Personen mit stabilen Präferenzen modelliert, die in der Lage sind, Informationen zutreffend zu verarbeiten und deren Grenzen einzuschätzen. Die Realität weicht von diesem wissenschaftlichen Idealtypus des Anlegers stark ab. Asymmetrische Information verhindert vollständige Markttransparenz, rationales Verhalten wird durch Intuition ergänzt, die Marktentwicklung ist durch Ungewissheit geprägt und bestimmte Präferenzen lenken seine Anlageentscheidungen – er agiert auf einem unvollkommenen Kapitalmarkt. Die Nutzenfunktion eines risikoscheuen Anlegers ist Kenneth J. Arrow zufolge durch abnehmenden Grenznutzen unsicherer Vermögen gekennzeichnet. Die Nachfrageelastizität nach sicheren Anlagen ist ≥ 1. Damit sind sichere Anlagen Luxusgüter und keine Grundbedürfnisse.
Geldanlagen erfolgen bei Unternehmen aus einer Finanzplanung heraus, durch Haushaltsplan (Staat und seine Untergliederung) oder durch private Finanzplanung (Privathaushalte). Der Anleger tauscht Bargeld oder Buchgeld in weniger liquide Anlageobjekte ein und muss im Regelfall hierfür Transaktionskosten in Kauf nehmen. Am Tag des Tauschs ergibt sich meist keine Vermögensveränderung. Das Risiko der Anlageobjekte zeigt sich später in ihrem Kurswert, Marktwert, Metallwert, Sammlerwert oder Verkehrswert, die eine künftige Vermögensveränderung verursachen können.
Als Märkte kommen für Anleger der Geldmarkt, Kapitalmarkt (Wertpapierbörsen mit den Börsensegmenten Aktienmarkt und Rentenmarkt), Warenbörsen, Immobilienmarkt oder der Gütermarkt und Kunstmarkt in Frage. Auf letzteren werden Commodities und als Anlageobjekte geeignete Kunstwerke gehandelt. Bei zunehmender Enge der Märkte kommt auch der öffentliche Subventionsmarkt in Betracht. Entweder treten Anleger auf diesen Märkten unmittelbar als Akteure auf oder mittelbar über Kreditinstitute, Versicherungen, Anlagevermittlung oder auch über Schattenbanken.